# Le Dernier Vœu
Le Dernier Vœu (titre original : Ostatnie życzenie) est un roman fix-up de fantasy, composé de sept nouvelles, écrit par Andrzej Sapkowski et paru en Pologne en 1993 puis traduit en français et publié par les éditions Bragelonne en 2003. Il s'agit en fait d'une version enrichie d'un premier recueil publié en 1990 et constitue donc le début de la saga du sorceleur.

## Présentation de l'ouvrage
Le Dernier Vœu ne raconte pas une unique histoire linéaire mais une suite de courtes aventures dont le point commun est de mettre en scène un même héros, Geralt de Riv, dit également le Boucher de Blaviken. Ce personnage haut en couleur, récurrent dans l'œuvre de l'auteur, est un sorceleur, un membre d'une caste de mutants mercenaires dotés de capacités surhumaines grâce à la magie et des manipulations génétiques. Le monde dans lequel vit Geralt de Riv est en effet infesté de créatures maléfiques de toutes sortes : goules, vampires, striges, loups-garous, etc. Étant enfant, il a subi un rigoureux entraînement à base de potions et d'herbes magiques qui provoqua en lui une mutation développant ses aptitudes physiques ainsi que ses cinq sens. Plus rapide, plus fort, Geralt peut utiliser ses potions pour augmenter ses capacités de combats. La mutation fit également perdre toute coloration à ses cheveux qui devinrent entièrement blancs. Depuis lors, se comportant souvent comme un véritable détective des affaires magiques, il se livre à une chasse impitoyable des monstres contre rétribution. À cet effet, il est armé de deux épées, l'une de fer pour les êtres humains et l'autre d'argent pour les monstres. Cynique et désabusé, Geralt applique une morale toute personnelle qui ne croit pas au « moindre mal ».

## Contenu des récits
Le livre est découpé en six nouvelles indépendantes accompagnées d'une septième dont le récit est intercalé entre chacune des six.
- Le Sorceleur : la fille incestueuse du roi Foltest, qu'il a eue avec sa sœur cadette Adda, est déclarée morte à la naissance. Mais huit ans plus tard, la princesse revint en tant que strige à cause d'une malédiction qui aurait été posée par la mère de Foltest. Celle-ci n'aurait pas supporté l'affection que le roi avait pour sa sœur. Chaque nuit de pleine lune, elle s'éveille et sort de son cercueil pour aller se repaître d'êtres vivants. Geralt de Riv relève le défi de lui rendre son humanité en échange d'une rétribution conséquente. Cette première histoire introduit le personnage avec ses principales caractéristiques : mercenaire doué de capacités surhumaines, individu vénal mais non dénué d'un certain sens de l'honneur. La princesse retrouve son apparence humaine. Cependant, elle a l'âge mental d'une enfant de quatre ans. Au cours du désenvoûtement, Geralt est grièvement blessé au cou par un coup de griffe.
- La Voix de la raison : cette histoire, découpée en plusieurs parties et intercalée entre les autres, est la suite directe de la première nouvelle, Le Sorceleur. Écrite après les autres récits, elle sert de fil conducteur entre ces derniers et raconte la période de convalescence de Geralt faisant suite à son combat contre la princesse fille d'Adda transformée en strige. Durant son séjour au temple de Melitele, il se remémore ses précédentes missions. Les différentes parties de l'histoire introduisent certains personnages récurrents de la saga du sorceleur dont Nenneke, la prêtresse de Melitele qui s'occupera plus tard de l'éducation de la jeune Ciri, et Jaskier, le troubadour et meilleur ami de Geralt.
- Un grain de vérité : voyageant dans la campagne, le sorceleur découvre le cadavre d'un marchand et celui de sa fille visiblement massacrés par une créature surnaturelle. Continuant son chemin, il arrive dans un château où il est accueilli par Nivellen, un affreux monstre. Contre toute attente, celui-ci se montre très affable et civilisé. Il lui raconte son histoire qui ressemble fort à celle de La Belle et la Bête, du moins en ce qui concerne son commencement. En espérant retrouver son apparence humaine, il invite de manière régulière des jeunes filles à passer un an en sa compagnie (il espère que les contes populaires ont un fond de vérité et que l'amour lui permettra de retrouver forme humaine). La dernière jeune femme à être venue vivre avec lui est Vereena, une beauté aux cheveux noir de jais. Cependant, la belle n'est pas ce qu'elle semble être : c'est une brouxe, une variété de vampire résistant à la lumière du soleil. Geralt ne s'en rend compte qu'assez tard dans l'histoire. Tous les contes de fées et les magiciens s'accordent sur un point : il faut un amour sincère pour rompre les charmes. Aussi ténébreuse soit-elle, la brouxe était sincèrement amoureuse de Nivellen et ce dernier finit par retrouver un corps d'être humain après que Geralt ait réussi à tuer Vereena.
- Le Moindre Mal : après avoir tué une kikimorrhe, dangereuse créature vivant dans un marais, le sorceleur se rend à Blaviken, le village voisin, en espérant une récompense. Il s'adresse au magicien du village en qui il reconnaît une vieille connaissance, le magicien Stregobor qui lui causa autrefois quelques ennuis. Celui-ci le supplie de l'aider car il est poursuivi par une femme, la « Pie-grièche » (son histoire ressemble à celle de Blanche-Neige), Geralt devra opter entre les deux antagonistes en faisant le choix du « moindre mal ».
- Une question de prix : la reine Calanthe, dite la lionne de Cintra, a embauché le sorceleur pour abattre un monstre. Celui-ci, appelé Duny, a autrefois sauvé la vie du roi. En récompense de son action, il invoque la destinée qui le lie à la fille du roi. Il doit venir, au cours d'une soirée, réclamer le prix de son service, c'est-à-dire la main de la princesse Pavetta. Cette histoire est en lien direct avec la saga du sorceleur car Geralt, invoquant aussi la destinée, réclame à Duny ce qu'il possède déjà sans le savoir : Ciri, l'enfant que porte Pavetta.
- Le Bout du monde : dans une contrée éloignée, la vallée des fleurs, à la limite du monde où vivent encore les derniers elfes, le sorceleur est engagé par des paysans pour chasser un sylvain, sorte de faune des bois. Ce dernier pille en fait les paysans pour aider les elfes réfugiés dans les bois. Les elfes menaceront la vie de Geralt et de son compagnon Jaskier, qui seront sauvés par l'intervention d'une créature très ancienne, la Vivette, qui n'est autre que l'esprit du renouveau et du printemps.
- Le Dernier Vœu : alors qu'ils pêchent au bord d'une rivière, Geralt et son ami le barde Jaskier découvrent une étrange urne. Ils laissent échapper le djinn qui se trouve à l'intérieur et qui a le pouvoir d'exaucer trois vœux. Néanmoins, celui-ci attaque et blesse le barde avant de disparaître dans la nature. Le sorceleur va tenter de faire soigner son compagnon dans la ville de Rinde, où réside alors une magicienne… Cette histoire donne des informations sur la magicienne Yennefer et l'origine de l'amour que Geralt éprouve pour elle.

## Jeux vidéo
Un jeu vidéo reprenant l'œuvre de Sapkowski, intitulé The Witcher (Le Sorceleur en français) a été créé par le studio polonais CDPROJEKT en 2007. Considéré comme l'un des meilleurs jeux de rôle créé (il a reçu de nombreuses récompenses notamment celui du meilleur jeu de rôle de l'année 2007 par de nombreux magazines ou sites internet spécialisés dans le jeu vidéo), il est fidèle à l'œuvre de l'écrivain même si l'aventure y est nouvelle. Le personnage jouable est bien évidemment Gerald de Riv, dit Loup Blanc, et on y retrouve les lieux, les monstres (kikimorrhe, goule, loup-garou, etc.) et les personnages (Jaskier, Foltest, etc.) du livre.